# Болотяний кипарис
Болотяний кипарис (Taxodium) — рід хвойних дерев родини кипарисових (Cupressaceae). Рід поширений у Північній Америці. Викопні рештки відомі з кінця крейдяного періоду.

## Опис
Дерево листопадне або вічнозелене. Листки чергові.

## Класифікація
Рід містить 2 сучасні види:
- Taxodium distichum — болотяний кипарис дворядний
- Taxodium mucronatum — згідно з Plants of the World Online таксон є синонімом до Taxodium distichum var. mexicanum

та один викопний
- Taxodium dubium